# Libertair paternalisme
Libertair paternalisme (ook wel bekend onder de naam liberaal paternalisme) is een synthese van elkaar (schijnbaar) tegengestelde politieke filosofieën: het libertarisme, dat de ruimst mogelijke keuzevrijheid voor het individu voorstaat en het paternalisme waarin de keuzevrijheid juist veel beperkter is en de overheid bevoogdend optreedt ten opzichte van haar burgers.

## Herkomst
De term en de bijbehorende filosofie werden in 2003 geïntroduceerd door de Amerikaanse econoom Richard Thaler en de eveneens uit de Verenigde Staten afkomstige rechtsgeleerde Cass Sunstein in een artikel in het wetenschappelijke tijdschrift American Economic Review. Later dat jaar werkten zij hun gedachtegoed nog verder uit in een lang artikel in de University of Chicago Law Review. In hun artikel in de University of Chicago Law Review probeerden zij vooral duidelijk te maken dat hun libertarian paternalism geen oxymoron was. Zij stelden dat het libertair paternalisme paternalistisch is omdat het "[mensen in hun] keuzes probeert te beïnvloeden op een manier dat zij beter af zullen zijn" ook al zal men (misschien) in eerste instantie andere keuzes maken (p. 5). Tegelijkertijd stellen zij dat hun filosofie libertarisch is omdat men nog altijd in volledige vrijheid andere keuzes kan maken, ook al is men door het maken van die keuzes slechter af (p. 1161). Thaler en Sunstein benadrukken met klem in hun artikel dat de "keuzevrijheid wordt bewaard" (p. 1182). 
Om een zo breed mogelijk publiek te bereiken schreven Thaler en Sunstein in 2008 het boek Nudge: Improving Decisions About Health, Wealth and Happiness dat als vertaling in 2009 Nudge: Naar betere beslissingen over gezondheid, geluk en welvaart in het Nederlands taalgebied verscheen. Nudging betekent zoiets als "een duwtje in de goede richting geven". 
Volgens Thaler en Sunstein is het een foutieve gedachte dat mensen zich bij het maken van een keuze laat leiden door rationele overwegingen: vaak spelen die overwegingen een ondergeschikte rol en blijken veel van onze keuzes achteraf verkeerd uit te pakken. Thaler en Sunstein stellen dat dat komt doordat wij ons - menselijk als we zijn - laten leiden door vooroordelen. Het zou de taak van de overheid moet te zijn mensen mensen niet alleen voor te lichten of te informeren maar ook te sturen bij het maken van een keuze. Dit wordt ook wel keuze-architectuur genoemd.
Thaler en Sunstein werden na de verkiezing van Barack Obama tot president van de Verenigde Staten (2008) aangesteld als adviseurs. David Cameron, premier van het Verenigd Koninkrijk van 2010 tot 2016 omarmde de nudge-theorie.

## Voorbeelden
Een voorbeeld van libertair paternalisme is het "opt-outsysteem" van donorregistratie: iedereen is orgaandonor tenzij men expliciet aangeeft dat men niet als orgaandonor wil worden geregistreerd. Een land dat een opt-outsysteem voor donorregistratie kent is België, terwijl Nederland (tot nu toe?) een zogenaamd "opt-insysteem" kent: men is geen orgaandonor, tenzij men anders aangeeft. De insteek bij zowel een opt-out- als een opt-insysteem is de keuzevrijheid. Het blijkt echter dat landen die een opt-outsysteem kennen veel meer orgaandonoren kennen dan landen met een opt-insysteem. Nederland kent bijvoorbeeld op een bevolking van 18.000.000 inwoners slechts 3.500.000 orgaandonoren, terwijl België in 2012 wereldwijd koploper was voor orgaandonatie. Libertair paternalisten bepleiten een opt-outsysteem: er is een groot tekort aan donoren, het aantal orgaandonoren moet drastisch omhoog. Tegelijkertijd moet de keuzevrijheid (libertair) gewaarborgd blijven. Het is een overheidstaak (als pater, vader) om meer donoren te werven. Het opt-outsysteem voldoet aan deze criteria.
Een ander voorbeeld van libertair paternalisme is het plaatsen van waarschuwende teksten en afschrikwekkende afbeeldingen op sigarettenpakjes. De roker wordt door de overheid (pater) voldoende gewaarschuwd voor de gevolgen van roken. Anderzijds blijft een verbod op sigaretten uit, dat zou immers een beperking van de keuzevrijheid (libertair) zijn.

## Kritiek
Op het libertair paternalisme bestaat veel kritiek. Libertariërs zijn in vrijwel alle gevallen tegen overheidsingrijpen, het libertair paternalisme lijkt juist overheidsingrijpen te impliceren, al zou een libertair paternalist juist beweren dat de overheid niet ingrijpt, maar alleen sturend optreedt. Paternalisten vinden het paternalistisch element binnen het libertair paternalisme te "soft", m.a.w. de rol van de overheid is te beperkt.
Libertariërs beweren dat de overheid de burgers in het geheel niet mag sturen in hun keuzes. Aan de andere kant weet een libertariër ook wel dat bijvoorbeeld roken ongezond is, dat blijkt nu eenmaal uit talrijke studies: in zijn ogen moet de roker bij ziekte daar zelf de consequenties van onder ogen zien en zelf betalen voor de medische behandeling (het staat de burger natuurlijk wel vrij zich te verzekeren). Men kan zich dan echter wel afvragen, waarom onderzoekers die waarschuwen voor de gevolgen van roken niet als paternalistisch worden gezien, terwijl waarschuwingen voor de gezondheidsrisico's door de overheid - die zich baseren op medische onderzoeken en studies - wel als paternalistisch worden gezien.

## Tax choice
Een extreme vorm van libertair paternalisme is tax choice, waarin de burger door de overheid wordt verleid om belasting te betalen, maar daar niet toe verplicht is.